# Anies Baswedan
Anies Rasyid Baswedan (né le 7 mai 1969), est un politicien, et universitaire indonésien, ministre de l'Éducation et de la Culture entre 2014 et 2016, puis gouverneur de Jakarta de 2017 à 2022.

## Biographie
Anies Baswedan est le fils de Rasyid Baswedan (1934 - 2013) et petit-fils d'Abdurrahman Baswedan (1908 - 1986), journaliste, combattant de l'indépendance, diplomate et écrivain.
Soutenu par les conservateurs du Parti de la justice prospère (PKS) et le parti nationaliste Gerindra, Anies est élu gouverneur de Jakarta en 2017 avec l'homme d’affaires Sandiaga Uno pour colistier. Il est accusé d'avoir alimenté une campagne xénophobe pour battre son adversaire Ahok, un chrétien d'origine chinoise.
Il est candidat à l'élection présidentielle de 2024 avec le soutien du Parti national démocrate, une formation conservatrice, avec pour colistier Muhaimin Iskandar, président du Parti de l’éveil national (PKB), d'orientation islamiste.
En mai 2008, le magazine américain Foreign Policy a inclus Anies dans sa liste des 100 meilleurs intellectuels publics au monde, tandis que le Forum économique mondial l’a inclus dans sa liste 2009 des Young Global Leaders.